# José Rafael Pocaterra
José Rafael Pocaterra (18 de dezembro de 1889 - 18 de abril de 1955) foi um político e escritor venezuelano.
Desempenhou diversos cargos políticos - presidente da Câmara de Deputados e do Senado, ministro de várias pastas do Trabalho (1939) e das Comunicações), Foi representante do seu país em Londres, Moscovo, Washington, etc.
Como escritor, levantou a bandeira do realismo contra a afectação modernista em obras como Cuentos Grotescos (1922), Patria la Mestiza e Memorias de un venezolano de la decadencia (1936).